# Beli Lom, Razgrad
Beli Lom (în bulgară Бели Лом) este un sat în comuna Loznița, regiunea Razgrad,  Bulgaria. 

## Demografie
Componența etnică a satului Beli Lom
     Turci (96,25%)
     Nicio identificare (3,34%)
     Altele (0,4%)
La recensământul din 2011, populația satului Beli Lom era de 747 locuitori. Din punct de vedere etnic, majoritatea locuitorilor (96,25%) erau turci. Pentru 3,34% din locuitori nu este cunoscută apartenența etnică.